# Campo de Instrução de Formosa

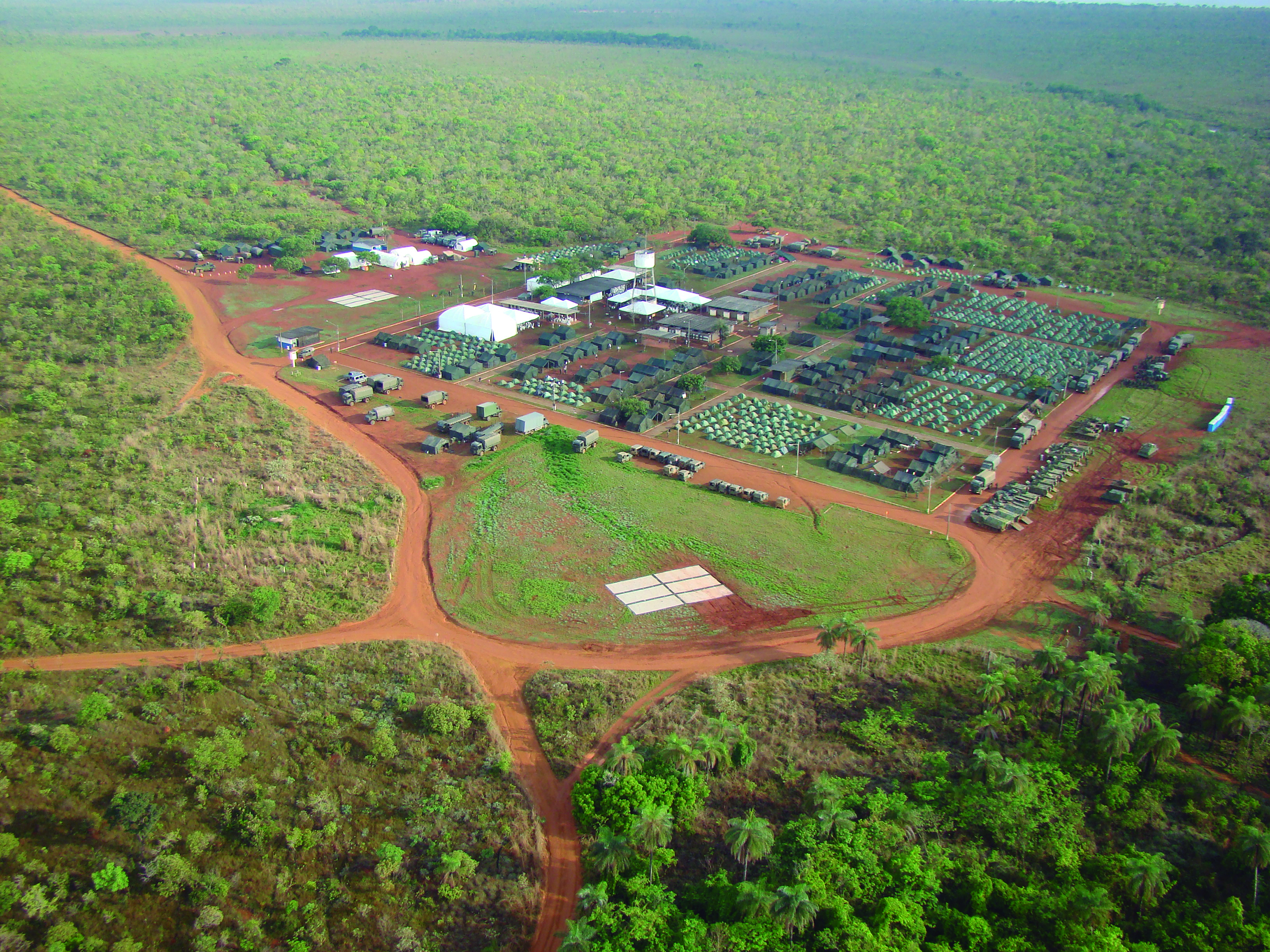
Vista aérea do acampamento militar

O Campo de Instrução de Formosa (CIF) é um centro de treinamento terrestre das Forças Armadas do Brasil. O campo pertence ao 6º Grupo de Mísseis e Foguetes, que é subordinado ao Comando Militar do Planalto.
O local é famoso por conta da Operação Formosa, que é um exercício militar realizado anualmente desde 1988 pela Marinha do Brasil. Apesar de pertencer ao Exército Brasileiro, o local é cedido à Marinha do Brasil para que esta realize este treinamento anual por ser a única do País em que é possível realizar esse treinamento com uso de munição real.

## Ver Também
- Operação Formosa